# هندریک دریکمن
 هندریک دریکمن (انگلیسی: Hendrik Dreekmann؛ زاده ۲۹ ژانویهٔ ۱۹۷۵) یک تنیس‌باز اهل آلمان است.